# Pavel Petrovič Palen
Conte Pavel Petrovič Palen, in russo Павел Петрович Пален? (7 luglio 1775 – 9 febbraio 1834), è stato un generale russo.

## Biografia
Era il figlio del generale Pëtr Alekseevič Palen, governatore di San Pietroburgo, e di sua moglie Juliana Ivanovna von Schöppingen.

## Carriera
Intraprese la carriera militare. Nel 1790 divenne capitano dei dragoni Orenburg. Nel 1796 partecipò alla guerra in Persia, e l'assedio e la cattura di Derbent, Quba, Baku e Şamaxı. Il 28 luglio 1798 venne nominato colonnello.
Nel 1813 prese parte all'assedio della fortezza Toruń (Thorn), in battaglie del Katzbach, Levenberg, Bischofswerda e Lipsia.

## Matrimoni
Sposò, nel 1800, la contessa Marija Pavlovna Skavronskaja (1782-1857), figlia di Pavel Martinovič Skavronskij. Ebbero una figlia:
- Julija Pavlovna (1803-1875), sposò Nikolaj Aleksandrovič Samojlov;

Sposò, nel 1808, Agrippina Ivanovna Lermontov (1780-1810).
Sposò, nel 1811, Ekaterina Orlova (1790-1853), figlia di Vasilij Petrovič Orlov. Ebbero cinque figli:
- Nikolaj Pavlovič (1817-1849);
- Elizaveta Pavlovna (1819-?), sposò Georgij Grigor'evič Dadiani, non ebbero figli;
- Elena Pavlovna (1820-1872);
- Ekaterina Pavlovna (1821-?);
- Olga Pavlovna;

## Morte
Fu sepolto al Cimitero Vvedenskoye a Mosca.